# Gare de Rangsdorf
La gare de Rangsdorf est une gare ferroviaire allemande de la ligne de Berlin à Dresde. Elle est située, sur la Fontaneplatz, à l'ouest du centre du village de Rangsdorf, au sud de la ville de Berlin.
Depuis la refonte de la gare en 2015, c'est une halte de la Deutsche Bahn desservie par des trains Regional-Express des lignes RE5 et RE7.

## Histoire
La gare de Rangsdorf est mise en service le 17 juin 1875 par la compagnie de chemin de fer Berlin-Dresde, lorsqu'elle ouvre à l'exploitation sa ligne de Berlin à Dresde.
Quatre mois plus tard, vient la voie ferrée militaire menant à Zossen parallèlement à la voie ferrée de Dresde. À partir de 1890, la gare militaire est libérée pour le trafic des passagers. Dix ans plus tard, la station militaire reçoit son propre bâtiment d'entrée du côté ouest de la voie ferrée. Selon le Traité de Versailles, l'Allemagne n'est plus autorisée à exploiter le chemin de fer militaire à la fin de la Première Guerre mondiale. La voie d'une longueur d'environ 30 km entre Berlin et Zossen est démantelée et les trains de voyageurs sont transférés sur la voie ferrée de Dresde. Le bâtiment d'accueil du chemin de fer militaire est reconverti en bâtiment résidentiel.
La Deutsche Reichsbahn prévoit jusqu'au 1er octobre 1940 l'électrification de la ligne de Dresde entre Berlin Priesterweg et Wünsdorf. En fait, les trains peuvent circuler à partir du 6 octobre 1940 uniquement vers Rangsdorf. La gare militaire est dotée à cet effet d'un deuxième bord de quai du côté ouest ; du côté est, des trains de correspondance à vapeur permettent de rejoindre Wünsdorf. Dans le même temps, la passerelle pour piétons est érigée entre les deux côtés. La plate-forme principale de la ligne de Dresde est fermée. L'électrification est terminée après la Seconde Guerre mondiale, notamment pour les trains de Wünsdorf vers Berlin.
La circulation des trains électriques s'arrête d'avril 1945 au 1er octobre 1945, il est substitué par des trains à vapeur. La deuxième voie de la ligne de Dresde est démantelée en guise de réparation pour l'Union soviétique et réduit le trafic mixte à deux voies, auparavant constitué de trains à vapeur et de trains électriques. En 1952, la deuxième voie est reconstruite pour exclusivement des trains du S-Bahn. Avec la construction du mur de Berlin le 13 août 1961, la liaison S-Bahn continue vers Berlin est interrompue. Les trains opèrent initialement vers Mahlow en tant que ligne insulaire. Le 12 septembre 1961, toutefois, cette opération insulaire est interrompue en raison du manque de dispositifs et remplacée par des trains à vapeur. Les trains à vapeur utilisent les deux rails de la voie, la voie ouest est démantelée. La plate-forme ouest du trafic de banlieue ne sert pas.
Le quai orientale rouvre en 1970. En 1982, l'électrification de la ligne de Dresde avec du courant alternatif et ligne aérienne rend difficile la remise en service du S-Bahn. Le 8 juin 2018, le ministre-président du Brandebourg, Dietmar Woidke, annonce que la ligne 2 du S-Bahn de Berlin serait prolongée de Blankenfelde à Rangsdorf en passant par Dahlewitz.
Dans le cadre du projet de modernisation de la ligne de Berlin à Dresde à une vitesse maximale de 200 km/h, entamée en mai 2013, une reconstruction majeure de la gare de Rangsdorf commence le 19 mars. À l'été 2013, le bâtiment voyageurs, la passerelle pour piétons, le quai de chargement et le quai de chargement ainsi que la station de pompage sont démolis.
En plus des deux voies principales continues, chacune des voies de dépassement avec une plate-forme de train régionale est aménagée en fonction du sens de la marche, ainsi qu'une voie de dépassement pour les trains de marchandises au nord des quais. Le passage à niveau situé au sud de la gare est fermé avec l'achèvement du passage inférieur le 30 mai 2015. La reconversion comprend également le renouvellement des systèmes de signalisation et des lignes aériennes ainsi que la construction de nouveaux murs antibruit sur une longueur d’environ un kilomètre.

## Service des voyageurs

### Accueil
Halte sans personnel, elle est accessible aux personnes en situation de handicap. Un passage sous voies permet le passage d'un quai à l'autre.

### Desserte
Rangsdorf est desservie toutes les heures par les lignes Regional-Express RE5 et RE7 de la DB Regio.

### Intermodalité
Un parc pour les vélos y est aménagé. Il existe des liaisons de correspondances avec les lignes de bus de la Verkehrsgesellschaft Teltow-Fläming.

## Patrimoine ferroviaire
Le bâtiment de la ligne militaire royale prussienne est inscrit sur la liste des monuments militaires du Land de Brandebourg. Il est situé à l'ouest de la voie ferrée et est réaffecté en bâtiment résidentiel.